# Cerivastatin
Cerivastatin (INN, tên thương hiệu: Baycol, Lipobay) là thành viên tổng hợp của nhóm statin được sử dụng để giảm cholesterol và ngăn ngừa bệnh tim mạch. Nó được bán ra bởi công ty dược phẩm Bayer A.G. vào cuối những năm 1990, cạnh tranh với atorvastatin (Lipitor) rất thành công của Pfizer. Cerivastatin đã tự nguyện rút khỏi thị trường trên toàn thế giới vào năm 2001, do các báo cáo về tiêu cơ vân gây tử vong.
Trong quá trình giám sát sau khi đưa ra thị trường, 52 trường hợp tử vong đã được báo cáo ở những bệnh nhân sử dụng cerivastatin, chủ yếu là do tiêu cơ vân và suy thận kết quả. Rủi ro cao hơn ở những bệnh nhân sử dụng fibrate, chủ yếu là gemfibrozil (Lopid) và ở những bệnh nhân sử dụng cao nhất (0,8   mg/ngày) liều cerivastatin. Bayer AG đã thêm một chống chỉ định cho việc sử dụng đồng thời cerivastatin và gemfibrozil vào gói 18 tháng sau khi tương tác thuốc được tìm thấy. Tần suất các trường hợp tiêu cơ vân chết người với cerivastatin cao hơn từ 16 đến 80 lần so với các statin khác. 385 trường hợp khác của tiêu cơ vân đã được báo cáo. Điều này đặt nguy cơ biến chứng (hiếm gặp) này ở mức 5-10 lần so với các statin khác. Cerivastatin cũng gây ra bệnh cơ theo cách phụ thuộc vào liều khi dùng đơn trị liệu, nhưng điều đó chỉ được tiết lộ sau khi Bayer bị kiện và các tài liệu của công ty chưa được công bố đã được mở.

## Cấu trúc và khả năng phản ứng
Cerivastatin bao gồm một fluorophenyl liên kết với một pyridine. Pyridine có hai nhóm propanyl, một nhóm methoxy và axit dihydroxyheptanoic. Nhóm axit dihydroxyheptanoic là phần chức năng của phân tử. Phần này sẽ liên kết với reductase HMG-CoA khiến nó không có sẵn cho HMG-CoA. Cerivastatin là một loại thuốc tổng hợp nguyên chất, được sản xuất để tạo ra một chất ức chế mạnh hơn của HMG-CoA reductase. Cerivastatin là chất ức chế mạnh nhất với hằng số ức chế 0,5 µg/L, khiến nó đã có hiệu quả ở liều thấp. Nó được dùng bằng đường uống dưới dạng viên nén, trong đó nó được kết hợp với muối natri. Tên IUPAC sau đó là (+)-(3R, 5S, 6E) -7- [4- (4-fluorophenyl) -2,6-diisopropyl-5-methoxymethylpyridin-3-yl] -3,5-dihydroxy-6 muối monosodium -heptenoic. Cerivastatin natri (C22H33FNO3Na) được dùng bằng đường uống qua máy tính bảng. Trọng lượng phân tử là 481,5 g/mol. Nó không mùi và hòa tan trong nước, metanol và ethanol. Trong hoàn cảnh axit, nó trải qua chu kỳ để tạo thành pyridinolactone.

## Cơ chế hoạt động
Năm nhóm tác nhân chính có thể được sử dụng để điều trị tăng lipid máu, một tình trạng đi kèm với mức cholesterol cao. Đó là các chất cô lập axit mật, axit nicotinic, dẫn xuất axit xơ, chất ức chế men probucol và HMG-CoA-reductase. Cerivastatin chủ yếu hoạt động bằng cách ức chế cạnh tranh HMG-CoA-reductase, đây là bước enzyme giới hạn tỷ lệ trong sinh tổng hợp cholesterol. Nó xảy ra trong quá trình chuyển hóa mevalonate ở gan, nơi hydroxylmethylglutaryl được chuyển thành mevalonate. Cerivastatin là một chất ức chế tổng hợp và hoàn toàn tự nhiên của reductase, có nghĩa là nó có thể phù hợp với vị trí hoạt động của enzyme, và do đó cạnh tranh với cơ chất HMG-CoA, là chất nền tự nhiên cho reductase. Do sự cạnh tranh, tốc độ sản xuất mevalonate của enzyme bị giảm. Điều này cũng có nghĩa là tỷ lệ sinh tổng hợp tiếp theo bị giảm, do có ít nguyên liệu bắt đầu hơn. Cuối cùng, điều này sẽ dẫn đến mức cholesterol thấp hơn.
Vị trí của sinh tổng hợp cholesterol và ức chế HMG-CoA có ý nghĩa quan trọng, vì hầu hết cholesterol lưu thông bắt nguồn từ sản xuất nội bộ, thay vì chế độ ăn uống. Nếu gan không thể tạo ra nhiều cholesterol, nồng độ cholesterol trong máu sẽ giảm. Ngoài ra, các chất ức chế HMG-CoA-reductase gây ra sự điều hòa tăng thứ cấp của các thụ thể LDL ở gan, với sự thanh thải LDL-cholesterol và giảm cả cholesterol toàn phần và LDL trong huyết thanh.

## Chuyển hóa
Cerivastatin được chuyển hóa qua con đường gan. Nghiên cứu in vitro với tế bào gan người cho thấy hai con đường trao đổi chất đều quan trọng như nhau; demethyl hóa methyl ether benzylic và hydroxyl hóa tại một nhóm methyl của nhóm thế 6-isopropyl. Demethylation được xúc tác bởi các enzyme CYP2C8 và CYP3A4, tạo ra một chất chuyển hóa được gọi là M-1 trong con đường chuyển hóa cerivastatin. Hydroxylation được xúc tác bởi CYP2C8, tạo ra chất chuyển hóa hoạt động chính, M-23. M-1 và M-23, giống như cerivastatin, có hoạt tính dược lý, với hiệu lực tương đương. Sự kết hợp sau này dẫn đến một chất chuyển hóa nhỏ khác, không thể phát hiện được trong huyết tương, còn được gọi là M-24. Sau liều 0,8 mg cerivastatin, giá trị C¬max ở trạng thái ổn định trung bình của cerivastatin, M-1 và M-23 lần lượt là 12,7, 0,55 và 1,4 μg/L. Do đó, có thể kết luận rằng tác dụng giảm cholesterol chủ yếu là do chính cerivastatin.

## Hiệu quả, độc tính và tác dụng phụ

### Hiệu quả và độc tính
Hoạt tính ức chế của cerivastatin được so sánh với các statin khác, cụ thể là lovastatin, simvastatin và Pravastatin. So sánh này được thực hiện bằng cách xác định các giá trị IC50 của từng hợp chất. Các giá trị này lần lượt là 77 nM, 66 nM và 176 nM đối với các statin này, trong khi giá trị của cerivastatin được tìm thấy là 1,1 nM. Sử dụng lô Dixon, hằng số ức chế của cerivastatin được tìm thấy là 1,3 x 10-9 M, thấp hơn 100 lần so với hằng số ức chế của lovastatin, được biết là 150 x 10-9 M. Để so sánh hoạt động của cerivastatin với Các statin khác, giá trị IC25 của nó cũng được xác định đối với các loại tế bào cơ trơn khác nhau của con người: các tế bào từ động mạch vú bên trái (HSMC), nguyên bào sợi giác mạc (HCF), myoblasts từ cơ vân (HM) và tế bào nội mô tĩnh mạch rốn (HUVEC). Hoạt động trong các nhóm tế bào cơ này được so sánh với hoạt động của các statin được liệt kê ở trên, cũng như atorvastatin và Fluvastatin.
Các kết quả dược lý từ cerivastatin cho thấy đây là chất ức chế hoạt động mạnh nhất của HMG-CoA-reductase trong số các statin được báo cáo. Do ái lực enzyme cao, nó dường như cung cấp liệu pháp liều cực thấp trong phạm vi microgam. Tuy nhiên, do tác dụng phụ tương đối nghiêm trọng so với các statin khác, việc sử dụng thị trường của nó đã bị ngưng.
Sức mạnh của thuốc cerivastatin có sẵn dao động trong khoảng 0,2-0,8 mg, dẫn đến một liều thực tế 1,9-13,1 μg/kg trọng lượng cơ thể đã được báo cáo về tiêu cơ vân. Mặc dù cơ chế của bệnh cơ gây ra cerivastatin không được biết chính xác, nguy cơ tăng lên khi dùng liều statin. Nguy cơ này cũng xuất hiện gia tăng ở những bệnh nhân dùng gemfibrozil  hoặc lovastatin  đồng thời, và có sự tương tác đã biết giữa các thuốc này và cerivastatin. Có 31 trường hợp tử vong liên quan đến cerivastatin được báo cáo tại Hoa Kỳ và thêm 21 trường hợp tử vong trên toàn thế giới. Cũng có 385 trường hợp tiêu cơ vân không gây tử vong được báo cáo trong số 700.000 người dùng ước tính ở Hoa Kỳ. Trong 12 trên 31 trường hợp tử vong do tiêu cơ vân liên quan đến cerivastatin ở Mỹ, tương tác cerivastatin-Gemfibrozil có liên quan, trong khi 7 trong số 31 trường hợp tử vong ở Mỹ, cervastatin được kết hợp với Iovstatin. [19] [20] Tỷ lệ báo cáo của tiêu cơ vân gây tử vong liên quan đến đơn trị liệu bằng Cerivastatin là 1,9 trên một triệu đơn thuốc, cao gấp 10-50 lần so với các statin khác.

### Tác dụng phụ
Cerivastatin thường được dung nạp tốt, tác dụng phụ rất hiếm. Tác dụng phụ nhỏ bao gồm tiêu chảy, mệt mỏi, khí, ợ nóng, nghẹt mũi và đau đầu. Bệnh nhân nghiện rượu hoặc các bệnh gan khác được khuyến cáo sử dụng cerivastatin một cách thận trọng.